# Джунгар
Джунгар (на монголски: зүүнгар) е общото название на няколко ойратски (западномонголски) племена, които са формирали последната конна империя от началото на 17 до средата на 18 век.

## Владетели на Джунгарския хаганат
- Хара Хула
- Ердени Батур
- Сенге
- Церен
- Галдан
- Цеуанг Рабтан
- Галдан Церен
- Цеуанг Дорджии Намджал
- Лама Доржии
- Дауа Ачи

## Произход
Джунгарите са били конфедерация от няколко ойратски (западномонголски) племена, която е създадена в началото на 17 век за война срещу Алтан хан от Халха, Джасагхту хан и техните манджурски поддръжниици за доминация и контрол над монголците и техните територии. Тази конфедерация е възникнала в Алтайските планини и в долината на река Или. Първоначално конфедерацията се е състояла от племената ольот, дербет, хоит. По-късно елементи от племената хошот и торгут са били принудително присъединени към армията на джунгарите, с което е било завършено обединението на западномонголските племена.